# Ebbe Schön

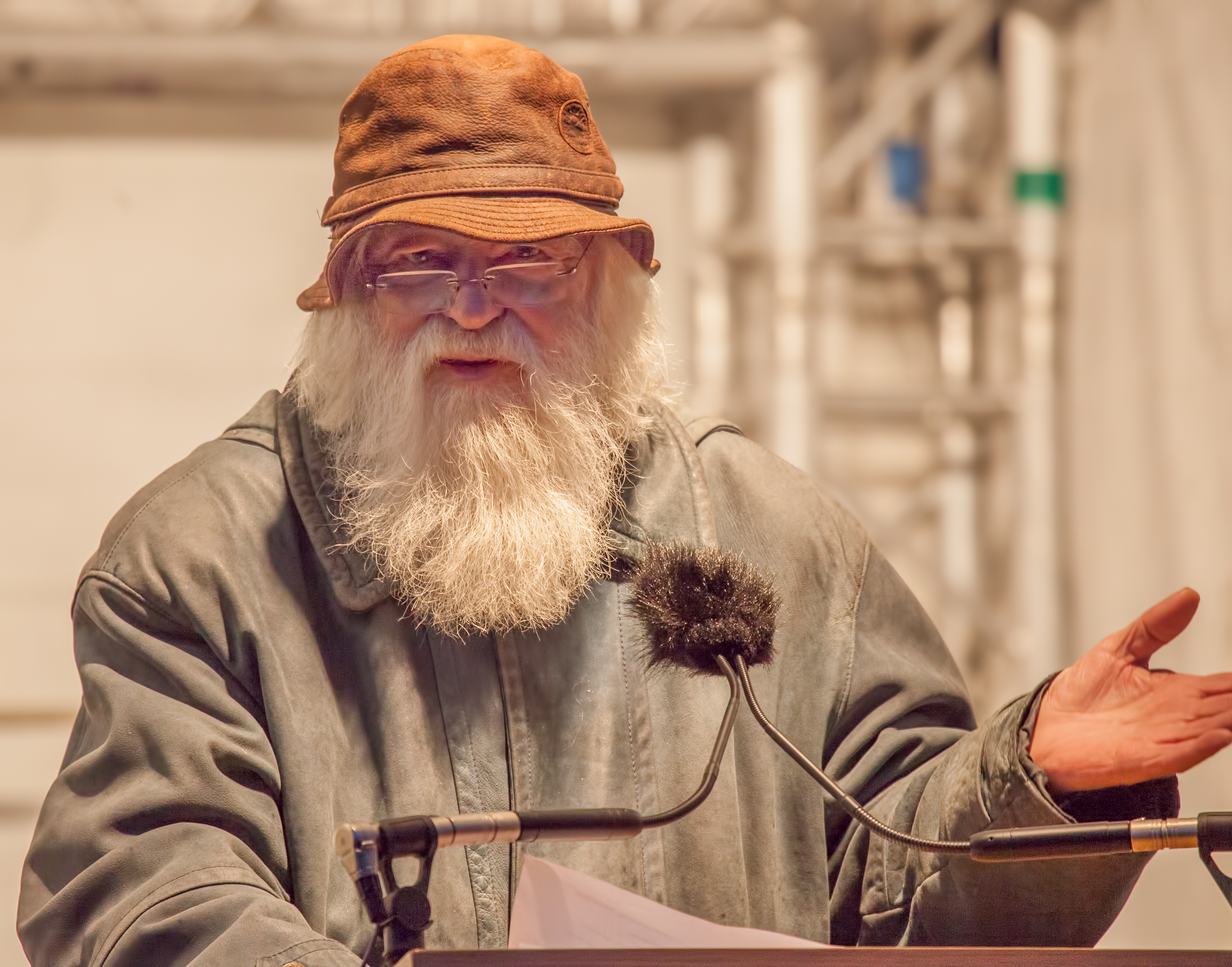
Ebbe Schön välkomnar våren på valborgsmässoafton på Skansen i Stockholm, den 30 april 2013.

Ebbe Verner Schön, född den 13 december 1929 i Brastad i Lysekils kommun i Västra Götalands län i landskapet Bohuslän, död den 4 augusti 2022 i Katarina distrikt i Stockholm, var en svensk litteraturvetare, folklivsforskare och författare. Han begravdes den 8 september 2022 på Brastad kyrkogård i Lysekils kommun.

## Karriär
Ebbe Schön studerade etnologi, litteraturvetenskap, nordiska språk och slaviska språk (ryska) vid Stockholms universitet, där han blev fil. kand. 1963. År 1973 disputerade han på en doktorsavhandling om Jan Fridegårds författarskap – Jan Fridegård och forntiden: en studie i diktverk och källor – och blev efter ytterligare ett verk – Jan Fridegård: proletärdiktaren och folkkulturen – docent i litteraturvetenskap.
Han arbetade bland annat som radiotelegrafist, major, pressofficer och filmproducent vid Marinen samt var radio- och tv-producent vid Sveriges Radio och Sveriges Television. Genom åren medverkade han själv i många radio- och tv-program. År 1978 anställdes han vid Nordiska museet. I nästan två decennier var han chef för dess folkminnessamling där han tagit del av de svenska bygdernas sägner om tomtar, troll, älvor, näckar och andra folktroväsen. Han undervisade vid universiteten i Stockholm och Linköping. Som föreläsare blev han välkänd över hela Sverige. 
När SVT:s julkalender Trolltider repriserades 1985 under titeln Trolltider med trollkalender medverkade Schön som lucköppnare. Vid varje lucköppning berättade han om ett nytt väsen inom folktron, exempelvis gengångare, gast och myling. Dessa hedniska inslag kritiserades från kristet håll.
Ebbe Schön satt med i styrelsen för Vilhelm Moberg-Sällskapet och var korresponderande medlem av Kungliga Gustav Adolfs Akademien för svensk folkkultur och Kungliga Örlogsmannasällskapet. Han var även medlem i Sällskapet Idun och Språkförsvaret.

## Priser och utmärkelser
- Studieförbundet Vuxenskolans folkbildningsstipendium med motiveringen: ”för att han genom folkbildning förmedlat folktro och traditioner djupt rotade i det svenska samhället” (1989)
- Bohuslandstingets kulturpris (1990)
- Mickelpriset tilldelat av Berättarnätet Kronoberg och Studieförbundet Vuxenskolan i Ljungby till minne av sagoberättaren Mickel i Långhult med motiveringen: ”Ebbe Schön har grävt djupt i folktraditionens skatter och levandegjort ett fascinerande berättarstoff” (1999)
- Gösta Berg-medaljen tilldelad av Kungliga Patriotiska Sällskapet ”för förtjänstfull kulturell gärning i Gösta Bergs anda” (2004)
- Pris ur Jöran Sahlgrens prisfond tilldelat av Kungliga Gustav Adolfs Akademien för svensk folkkultur ”för ett gediget, intresseväckande populärvetenskapligt författarskap i folkloristiska ämnen, där den senaste boken Asa-Tors hammare – Gudar och jättar i tro och tradition utgör en höjdpunkt” (2005)
- Bohusläningens kulturpris med motiveringen: ”till Ebbe Schön som i en bred forskar- och författargärning förenar den vuxne forskarens sakkunskap med barnets fantasi och fascination inför det magiska i tillvaron och genom detta förklarar, bevarar och levandegör den bohuslänska folktron” (2011)